# Santa Isabel Cajonos
Santa Isabel Cajonos är en ort i Mexiko.   Den ligger i kommunen San Juan Petlapa och delstaten Oaxaca, i den sydöstra delen av landet, 400 km sydost om huvudstaden Mexico City. Santa Isabel Cajonos ligger 669 meter över havet och antalet invånare är 149.
Terrängen runt Santa Isabel Cajonos är kuperad åt nordost, men åt sydväst är den bergig. Runt Santa Isabel Cajonos är det glesbefolkat, med 19 invånare per kvadratkilometer. Närmaste större samhälle är Ayotzintepec, 16,4 km nordväst om Santa Isabel Cajonos. I omgivningarna runt Santa Isabel Cajonos växer i huvudsak städsegrön lövskog.